# Искра Михайлова (политик, р.1982)
Вижте пояснителната страница за други личности с името Искра Михайлова.
Искра Михайлова Михайлова е български политик от партия „Възраждане“, народен представител в XLVII, XLVIII и XLIX народно събрание. Тя е общински съветник от партия „Възраждане“ в община Стара Загора в периода от 2019 до 2021 г.

## Биография
Искра Михайлова е родена на 29 септември 1982 г. в град Стара Загора, Народна република България.
На местните избори през 2019 г. е избрана като кандидат от партия „Възраждане“ за общински съветник в Стара Загора.
На парламентарните избори в България през ноември 2021 г., като кандидат за народен представител е водач на листата на партията за 27 МИР Стара Загора и водач на листата за 21 МИР Сливен. Избрана е за народен представител от 27 МИР Стара Загора.
На парламентарните избори през октомври 2022 г., като водач на листата на партия „Възраждане“ в 27 МИР Стара Загора е избрана за народен представител.
През февруари 2024 г. е назначена за председател на парламентарната група на „Възраждане“, като заменя отстранения от Костадинов тогавашен председател Николай Дренчев.